# Hvannasund (gmina)
Hvannasund (far. Hvannasunds kommuna) – gmina na Wyspach Owczych, terytorium zależnym Danii na Oceanie Atlantyckim. Graniczy z dwiema gminami: Klaksvíkar kommuna oraz Viðareiðis kommuna. Siedzibą władz jest Hvannasund.
Gmina zajmuje tereny północno-wschodniej części wyspy Borðoy oraz południowy fragment Viðoy, które należą do mniejszego archipelagu Norðoyggjar. Zajmuje 33,1 km².
Według danych na 1 stycznia 2014 gminę zamieszkują 402 osoby.

## Historia
Tereny gminy od 1872 roku wchodziły w skład Norðoya Prestagjalds kommuna. Następnie po jej rozpadzie w 1908 roku weszła w skład Viðareiðis, Fugloyar og Svínoyar kommuna, a następnie od 1913 stanowiła część gminy Viðareiði. Od 1950 roku stanowi odrębną jednostkę administracyjną.
Burmistrzem gminy od 1 stycznia 2013 jest Katrin Næs.

## Populacja
Liczba ludności Hvannnasunds kommuna wynosi 402 osoby. Współczynnik feminizacji jest nieco wyższy niż 94 (na 207 mężczyzn przypada 195 kobiet). Społeczeństwo jest stosunkowo młode. Osoby w wieku powyżej sześćdziesiątego roku życia stanowią 20% ludności, a młodsi niż 20 lat ponad 25%. Największą grupą, liczoną w przedziałach co 10 lat, są osoby w wieku 21-30 lat - 15,67% społeczeństwa.
Dane dotyczące liczby ludności gminy zbierane były wcześniej, jednak dostępne są informacje od roku 1960. Wówczas wynosiła ona 291 osób i szybko rosła, osiągając w 1990 roku wartość 492 mieszkańców. Od tamtej pory jednak sukcesywnie maleje, co w latach 90. miało związek z kryzysem gospodarczym na Wyspach Owczych, a obecnie spowodowane jest izolacją i częstymi migracjami.

## Polityka
Burmistrzem gminy jest Katrin Næs z Partii Ludowej. Ostatnie Wybory samorządowe na Wyspach Owczych miały miejsce w roku 2012. W ich wyniku wybrano pięcioro radnych gminy Hvannasund:
| Lista | Nazwa partii                    | Głosy | Procent | Mandaty | Mandaty |
| ----- | ------------------------------- | ----- | ------- | ------- | ------- |
| A     | Partia Ludowa (Fólkaflokkurin)  | 193   | 80,08   | 4       | 0       |
| B     | Partia Unii (Sambandsflokkurin) | 48    | 19,92   | 1       | 0       |
|       | Suma                            | 243   | 100     | 5       | 0       |

| Lista A        | Lista A              | Lista A        | Lista B           | Lista B                   | Lista B           |
| Fólkaflokkurin | Fólkaflokkurin       | Fólkaflokkurin | Sambandsflokkurin | Sambandsflokkurin         | Sambandsflokkurin |
| Nr             | Kandydat             | Głosy          | Nr                | Kandydat                  | Głosy             |
| -------------- | -------------------- | -------------- | ----------------- | ------------------------- | ----------------- |
| 1.             | Turið Zachariassen   | 12             | 1.                | Sigmund Klein Olsen       | 1                 |
| 2.             | Livar Nysted         | 31             | 2.                | Irena Maria Joensen       | 3                 |
| 3.             | Katrin M. Næs        | 71             | 3.                | Hjalmar Zachariassen      | 6                 |
| 4.             | Jákup Martin Poulsen | 40             | 4.                | Hans Fuglø Christiansen   | 1                 |
| 5.             | Irdi Jacobsen        | 32             | 5.                | Allan Simonsen            | 21                |
| 6.             | Christian Fagraberg  | 7              | 6.                | Albert Olivur Johannessen | 15                |
|                | Lista                | 0              |                   | Lista                     | 1                 |

Frekwencja wyniosła 79,02% (wydano 243 z 305 kart do głosowania). Dwie oddane karty wypełnione zostały błędnie, nie oddano natomiast głosów pustych. Pogrubieni zostali obecni członkowie rady Hvannasunds kommuna.

## Miejscowości wchodzące w skład gminy Hvannasund
| Miejscowość | Liczba mieszkańców (1 stycznia 2014) | Krótki opis | Zdjęcie                                  |
| ----------- | ------------------------------------ | --- | ---------------------------------------- |
| Depil       | 2                                    | Miejscowość leży na wschodnim wybrzeżu Borðoy, między Norðdepil a Norðtoftir. | Depil.                                   |
| Hvannasund  | 235                                  | Miejscowość położona na zachodnim brzegu Viðoy. Z Norðdepil łączy ją tama. Kościół w miejscowości zbudowano w 1949 roku. | Przystań w Hvannasund.                   |
| Múli        | 1                                    | Pochodził stamtąd, żyjący w XVIII wieku Guttormur i Múla, który miał posiadać zdolności magiczne. Miejscowość jest najpóźniej podłączoną do sieci elektryczne osadą na Wyspach Owczych - stało się to w 1970 roku.              | Opuszczone budynki w Múli.               |
| Norðdepil   | 161                                  | Miejscowość założona w 1866 roku przez Sivara Sivertsena, który otworzył tam sklep o nazwie á Oyrini. Niecałe 30 lat później założono w miejscowości szkołę. Między 1897 a 1912 rokiem znajdowała się tam stacja wielorybnicza. | Norðdepil widoczne z Hvannasund.         |
| Norðtoftir  | 3                                    | Miejscowość położona w północno-zachodniej części Bordðoy. | Norðtoftir, w tle widoczna wyspa Svínoy. |